# The Chain Invisible
The Chain Invisible è un film muto del 1916 diretto da Frank Powell. Il film fu realizzato su soggetto di Richard Le Gallienne; viene riportato talvolta che il film sia l'adattamento cinematografico di un suo romanzo, ma si tratta in realtà di una notizia riportata erroneamente dal periodico New York Clipper.
Fu l'esordio sullo schermo per la sedicenne Margaret Livingston.

## Produzione
Il film fu prodotto dall'Equitable Motion Pictures Corporation.

## Distribuzione
Distribuito dall'Equitable Motion Pictures Corporation, il film uscì nelle sale cinematografiche statunitensi il 24 aprile 1916.